# Astreopora incrustans
Astreopora incrustans е вид корал от семейство Acroporidae. Видът е уязвим и сериозно застрашен от изчезване.

## Разпространение и местообитание
Разпространен е в Австралия, Индонезия, Малайзия, Папуа Нова Гвинея, Провинции в КНР, Сингапур, Соломонови острови, Тайван, Тайланд, Филипини и Япония.
Среща се на дълбочина около 5 m, при температура на водата около 26,5 °C и соленост 35,1 ‰.

## Описание
Популацията на вида е намаляваща.